# テキサス砦包囲戦
テキサス砦包囲戦（テキサスとりでほういせん）は、米墨戦争中のアメリカ合衆国とメキシコの両軍による実際の軍事行動の始まりとなった。しばしばブラウン砦包囲戦とも呼ばれるが、この名は十分に的確ではない。ブラウン砦という名前は、砲撃の間に殺された2名のアメリカ兵の一人で、砦の建設を完遂できなかった、司令官のジェイコブ・ブラウン少佐（米英戦争の英雄のジェイコブ・ブラウンではない）から取った名前である。

## 背景
1846年3月27日、 ザカリー・テイラー将軍指揮下にある部隊はリオグランデ川北岸に前進し、「テキサス砦」とあだ名が付けられた稜堡式城郭の建築に取り組み始めた。

## 包囲戦
5月3日、マタモロスに拠点を置いたメキシコ軍砲兵は、一週間にわたるテキサス砦の砲撃を開始。砦の守備にはブラウン少佐と第7歩兵、ラウド大尉と4~18台の砲兵団、ブラッグ中尉と4丁の銃の軽装砲兵があたった。攻撃の間はたったの2名のアメリカ兵しか死ななかったが、大砲の集中砲火と大幅な数のメキシコ軍部隊の到着は、要塞への援軍を妨害し、軍事施設を危険な状況にした。
ザカリー・テイラー将軍は砦の守備兵の救出にあたり、そして結果的に起こったパロ・アルトの戦いでは、メキシコ軍のマリアノ・アリスタ将軍に要塞の包囲戦をあきらめさせ、川の遥か南まで撤退させた。

## 参照
- Bauer, K. Jack, The Mexican-American War, 1846–1848
- Brooks, N.C. ' ' A Complete History of The Mexican War
- Handbook of Texas Online, Fort Brown,
- National Park Service, Palo Alto Battlefield NHS,